# 大塚みな
大塚 みな（おおつか みな、1981年5月15日 - ）は、日本の元アイドル。舞夢プロに所属していた。

## 来歴
テレビでは『バラエティー生活笑百科』（NHK・大阪制作）のアシスタントを2007年3月まで務めていた。また、『りえむら』（関西テレビ）にて結成されたユニット・newnewの初期メンバーの一人でもあった。主に関西で活動していたが、2009年1月14日　公式ブログにて、芸能界からの引退を発表。同年6月に結婚した。

## 人物
- 生まれは鹿児島県奄美大島。
- 趣味は半身浴とアウトドア、そしてお酒。
- 特技はハブの捕獲。1日最高5匹は捕まえたことがあるという。